# Sông Adige

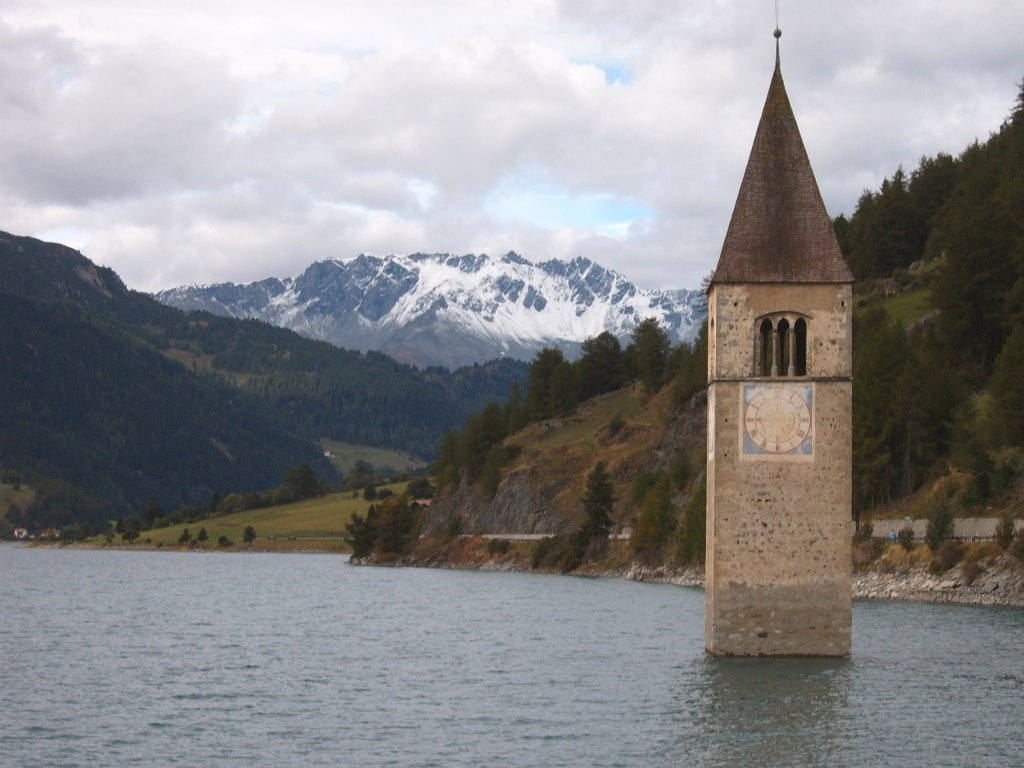
Tháp chuông nằm ở giữa Reschensee.

Sông Adige (tiếng Ý: Adige; tiếng Venetia: Àdexe; tiếng Trentin: Adès; tiếng Friulia: Adis; tiếng Đức: Etsch; tiếng Ladin: Adesc, hoặc adic; Latin: Athesis) là một con sông với nguồn của nó ở vùng Alpine của Trentino-Alto Adige / Südtirol của Ý gần biên giới với Áo và Thụy Sĩ. Với 410 km (250 dặm) chiều dài, nó là con sông dài thứ hai ở Ý, sau sông Po với chiều dài 652 km (405 dặm).
Con sông này chảy ra khỏi Alpine Reschensee nhân tạo, nằm ở đèo Reschen (cao 1.504 mét (4.934 ft)) giáp biên giới với Áo và Thụy Sĩ ở phía trên thung lũng Inn. Hồ này nổi tiếng với tháp nhà thờ đánh dấu vị trí của làng cũ Alt Graun ("Graun Cũ"), một làng bị bỏ hoang và bị ngập lụt vào năm 1953 khi đập đầu nguồn bao quanh đã được hoàn tất. Gần Glurns, sông Rom từ Val Müstair Thụy Sĩ nhập vào sông này.